# Entomacis graeffei
Entomacis graeffei är en stekelart som beskrevs av Jean-Jacques Kieffer 1909. Entomacis graeffei ingår i släktet Entomacis, och familjen hyllhornsteklar. Arten är reproducerande i Sverige.